# デビッド・オナマ
デビッド・オナマ（David Onama、1994年6月7日 - ）は、ウガンダの男性総合格闘家。キクベ県キャンワリ難民移住地出身。アメリカ合衆国ミズーリ州在住。ファクトリーX所属。UFC世界フェザー級ランキング13位。ウガンダ人初のUFC選手。

## 来歴
ウガンダのキクベ県で生まれ、10歳の時にアメリカ合衆国へ移住した。2013年に格闘技のトレーニングを始め、2019年にプロ総合格闘技デビュー。

### UFC
2021年10月23日、UFC初参戦となったUFC Fight Night: Costa vs. Vettoriでメイソン・ジョーンズと対戦し、大会数日前の急オファーながら善戦するも、0-3の判定負け。
2022年2月19日、UFC Fight Night: Walker vs. Hillでガブリエル・ベニテスと対戦し、スタンドパンチ連打で1RKO勝ち。パフォーマンス・オブ・ザ・ナイトを受賞した。
2022年8月13日、UFC on ESPN: Vera vs. Cruzでネイト・ランドワーと対戦し、0-2の判定負け。敗れはしたものの、ファイト・オブ・ザ・ナイトを受賞した。
2025年4月26日、UFC on ESPN: Machado Garry vs. Pratesでフェザー級ランキング12位のギガ・チカゼと対戦し、3-0の判定勝ち。

## 戦績
| 総合格闘技 戦績 | 総合格闘技 戦績 | 総合格闘技 戦績 | 総合格闘技 戦績 | 総合格闘技 戦績 | 総合格闘技 戦績 | 総合格闘技 戦績 |
| --------------- | --------------- | --------------- | --------------- | --------------- | --------------- | --------------- |
| 16 試合         | (T)KO           | 一本            | 判定            | その他          | 引き分け        | 無効試合        |
| 14 勝           | 7               | 4               | 3               | 0               | 0               | 0               |
| 2 敗            | 0               | 0               | 2               | 0               | 0               | 0               |

| 勝敗 | 対戦相手                     | 試合結果                             | 大会名                                   | 開催年月日     |
| ○    | ギガ・チカゼ                 | 5分3R終了 判定3-0                    | UFC on ESPN 66: Machado Garry vs. Prates | 2025年4月26日  |
| ○    | ロベルト・ロメロ             | 5分3R終了 判定3-0                    | UFC 309: Jones vs. Miocic                | 2024年11月16日 |
| ○    | ジョナサン・ピアース         | 5分3R終了 判定3-0                    | UFC on ESPN 55: Nicolau vs. Perez        | 2024年4月27日  |
| ○    | ガブリエル・サントス         | 2R 4:13 KO（右アッパー→パウンド）    | UFC on ABC 5: Emmett vs. Topuria         | 2023年6月24日  |
| ×    | ネイト・ランドワー           | 5分3R終了 判定0-2                    | UFC on ESPN 41: Vera vs. Cruz            | 2022年8月13日  |
| ○    | ギャレット・アームフィールド | 2R 3:13 肩固め                       | UFC on ESPN 39: dos Anjos vs. Fiziev     | 2022年7月9日   |
| ○    | ガブリエル・ベニテス         | 1R 4:24 KO（スタンドパンチ連打）     | UFC Fight Night: Walker vs. Hill         | 2022年2月19日  |
| ×    | メイソン・ジョーンズ         | 5分3R終了 判定0-3                    | UFC Fight Night: Costa vs. Vettori       | 2021年10月23日 |
| ○    | ブラッド・ロビソン           | 1R 2:12 KO（右フック→パウンド）      | FAC 10: Fighting Alliance Championship   | 2021年10月9日  |
| ○    | マイク・プラゾーラ           | 1R 0:44 TKO（膝の負傷）              | FAC 7: Fighting Alliance Championship    | 2021年3月6日   |
| ○    | ジャスティン・オーバートン   | 3R 1:42 ギロチンチョーク             | FAC 4: Fighting Alliance Championship    | 2020年10月10日 |
| ○    | サム・アグシ                 | 1R 3:48 TKO（左ストレート→パウンド） | FAC 3: Fighting Alliance Championship    | 2020年8月15日  |
| ○    | アントニオ・カスティーヨ     | 1R 3:01 TKO（パンチ連打）            | FAC 2: Fighting Alliance Championship    | 2020年2月23日  |
| ○    | サム・ヘルナンデス           | 2R 1:41 リアネイキドチョーク         | KC Fighting Alliance 34                  | 2019年7月28日  |
| ○    | レイモンド・ビッグヘッド     | 1R 0:12 ギロチンチョーク             | KC Fighting Alliance 33                  | 2019年5月4日   |
| ○    | フランシスコ・ピントス       | 2R 1:30 TKO（パンチ連打）            | KC Fighting Alliance 32                  | 2019年2月23日  |

## 獲得タイトル
- KC Fighting Allianceフェザー級王座（2018年）

## 表彰
- UFC パフォーマンス・オブ・ザ・ナイト（1回）
- UFC ファイト・オブ・ザ・ナイト（1回）